# Aedes helenae
Aedes helenae é um espécie de mosquito do Género Aedes, pertencente à família Culicidae.